# 少林小子
《少林小子》是香港導演張鑫炎執導的電影，1984年於香港上映，是電影《少林寺》的續作，然與前作《少林寺》的劇情並無關係。

## 演員表
| 演員   | 角色 | 備註 |
| 李連杰 | 三龍 |      |
| 丁 嵐  | 二鳳 |      |
| 黃秋燕 | 三鳳 |      |
| 胡堅強 | 二龍 |      |
| 海     | 天龍 |      |
| 孫建魁 |      |      |
| 計春華 | 禿鷹 |      |

## 幕後工作
- 出品人：廖一原
- 策劃：劉芳
- 副導演：施揚平
- 助理導演：鄭啓良、方平
- 攝影助理：蔡澤恩
- 錄音：張望
- 照明：畢沾
- 佈景：黃學莘
- 作曲／作詞：峰
- 指揮：彭修文
- 主唱：李谷一、遠征
- 劇務：蘇潤忠、張康達
- 場記：鄭啓良
- 化妝：林歡、劉娟娟
- 髮飾：李權
- 服裝設計：白荻、陳娟
- 服裝管理：李燕文、史菊英
- 道具：劉觀清、何清、張輝煌
- 劇照：黃培、李惠麟
- 場務：孫錫三
- 插曲：文志唱片公司

## 逸事
此劇中與李連杰搭配的女演員黃秋燕，兩人當時同為北京武術隊成員。1987結婚，1990年離婚。

## 外部連結
- 開眼電影網上《少林小子》的資料（繁體中文）
- 香港影庫上《少林小子》的資料（繁體中文）
- 时光网上《少林小子》的資料（简体中文）
- 豆瓣电影上《少林小子》的資料 （简体中文）
- 爛番茄上《少林小子》的資料（英文）
- AllMovie上《少林小子》的资料（英文）
- 互联网电影数据库（IMDb）上《少林小子》的资料（英文）